# Caligo illioneus
A Caligo illioneus a rovarok (Insecta) osztályának lepkék (Lepidoptera) rendjébe, ezen belül a tarkalepkefélék (Nymphalidae) családjába tartozó faj.

## Előfordulása
A Caligo illioneus előfordulási területe Közép- és Dél-Amerika. A következő országokban lelhető fel: Bolívia, Brazília, Costa Rica, Ecuador, Guyana, Kolumbia, Panama, Paraguay, Peru, Suriname, Trinidad és Tobago és Venezuela.

## Alfajai
- Caligo illioneus illioneus (Cramer, 1775) (Suriname, Venezuela, Trinidad)
- Caligo illioneus oberon Butler, 1870 (Costa Rica, Panama, Ecuador, Venezuela, Kolumbia)
- Caligo illioneus pampeiro Fruhstorfer, 1904 (Paraguay)
- Caligo illioneus pheidriades Fruhstorfer, 1912 (Bolívia)
- Caligo illioneus praxsiodus Fruhstorfer, 1912 (Peru)

## Megjelenése
A szárnyfesztávolsága körülbelül 12–15 milliméter. Ennél a nagy méretű Caligo-fajnál a szárnyak felső fele a rikító kéktől a lilásig változik, sötétbarna szélekkel. A szárnyak alsó fele világosbarna sötétbarna mintázatokkal; a hátsó szárnyakon sárga szegélyes sötétbarna szemfoltok láthatok, melyek a baglyok szemeit hivatottak utánozni.
A fiatal hernyó 10 centiméteres és zöldes színű; a testén sárga csíkok is láthatók. Az idősebb hernyó 12 centiméteres; és testének színe világosbarnára változik, sötétbarna hosszanti csíkokkal.

## Életmódja
Az esőerdőket és a másodlagos erdőket (újranőtt erdők, melyeket korábban leégettek vagy kivágtak) választja élőhelyül. A hernyó főleg banánfajokkal (Musa) táplálkozik, emiatt a termesztett banán (Musa x paradisiaca) egyik kártevőjének számít. Az imágó a rothadó gyümölcsök levét fogyasztja.

### Fordítás
- Ez a szócikk részben vagy egészben  a   Caligo illioneus című angol Wikipédia-szócikk ezen változatának fordításán alapul.  Az eredeti cikk szerkesztőit annak laptörténete sorolja fel. Ez a jelzés csupán a megfogalmazás eredetét és a szerzői jogokat jelzi, nem szolgál a cikkben szereplő információk forrásmegjelöléseként.